# Departamento Andalgalá
Andalgalá es un departamento de la provincia de Catamarca en el noroeste de Argentina.

## Superficie y límites
El departamento posee 4497 km² y limita al norte con el departamento Santa María, al este y nordeste con la provincia de Tucumán, al oeste con el departamento Belén y al sur con los departamentos de Ambato y Pomán.
Administrativamente se divide en 14 distritos: Plaza, Malli 1.º, Malli 2.º, Villavil, Chaquiago, Minas Capillitas, Cóndor Huasi, Huachaschi, Huaco, Potrero, Amanao, Aconquija y Espinillo.

## Toponimia
Una de las versiones más aceptadas indica que el nombre proviene de la combinación de la palabra quichua "anta" que significa cobre y del nombre del cacique que dominaba la región a la llegada de los españoles, "Guala" o "Hualán". 

Según otra versión, significa "Pueblo del Señor Liebre del Alto".

## Población
Contó con 19 678 habitantes (Indec, 2022), lo que representó un incremento del 8.5% frente a los 18 132 habitantes (Indec, 2010) del censo anterior.La cifra ubicó al departamento como el que menos creció de Catamarca.
| Gráfica de evolución demográfica de Departamento Andalgalá entre 1991 y 2022 |
|                                                                              |
| Fuente: Censos nacionales del INDEC                                          |

## Localidades y parajes
| Localidades | Parajes/Caseríos |
| - Aconquija - Alto de las Juntas - Andalgalá - Amanao - Buena Vista - Chaquiago - Choya - El Alamito - El Lindero - El Potrero - La Aguada - La Mesada - Minas Capillitas | - Agua de las Palomas - Agua Verde - Alumbrera - Campo El Pucará - Ciénaga El Pozo - Cóndor Huasi - El Arbolito - El Durazno - El Espinillo - El Lampazo - El Pantanito - Finca Juan J.Gil - La Guadita - Las Palmitas - Las Rosas - Ojo de Agua - Río Potrero - Taco Yacu - Villa Vil |

## Sismicidad
La sismicidad de la región de Catamarca es frecuente y de intensidad baja, y un silencio sísmico de terremotos medios a graves cada 30 años en áreas aleatorias. Sus últimas expresiones se produjeron:
- 22 de septiembre de 1908 (116 años), a las 17.00 UTC-3, con 6,5 Richter, escala de Mercalli VII; ubicación 30°30′0″S 64°30′0″O / -30.50000, -64.50000; profundidad: 100 km; produjo daños en las provincias de Córdoba, Santiago del Estero, La Rioja y de Catamarca[11]

- 3 de noviembre de 1973 (51 años), a las 14.17 UTC-3 con 5,8 Richter: además de la gravedad física del fenómeno se unió el desconocimiento absoluto de la población a estos eventos recurrentes

- 7 de septiembre de 2004 (20 años), a las 8.53 UTC-3, con una magnitud aproximadamente de 6,5 en la escala de Richter (terremoto de Catamarca de 2004)[10]